# Првенство Србије у рагбију 15 2025.
Првенство Србије у рагбију 15 2025. било је 68. издање првенства наше државе у рагбију.
Учествовала су 4 српска, аматерска рагби клуба.
Титулу првака Србије освојили су рагбисти Црвене звезде, пошто су у финалу били бољи од Рада.

## Организација
Организатор је био Рагби савез Србије.

## Учесници
- Крушевац
- Динамо Панчево
- Рад Београд
- БРК Црвена звезда

## Лигашки део такмичења
1. Коло 
- Крушевац - Звезда 31-10
- Рад - Динамо 54-0

2. Коло
- Крушевац - Рад 10-50
- Динамо - Звезда 11-17

3. Коло
- Крушевац - Динамо 5-41
- Звезда - Рад 24-21

## Табела Првенства Србије у рагбију XV 2025.
|   | Тим               | ИГ | Д | Н | И | ББ | ПД  | ПП  | ПР  | Б  |  |
| - | ----------------- | -- | - | - | - | -- | --- | --- | --- | -- |  |
| 1 | Рад Београд       | 3  | 2 | 0 | 1 | 6  | 125 | 34  | +91 | 11 |  |
| 2 | БРК Црвена звезда | 3  | 2 | 0 | 1 | 9  | 51  | 63  | -12 | 9  |  |
| 3 | Динамо Панчево    | 3  | 1 | 0 | 2 | 3  | 52  | 76  | -24 | 6  |  |
| 4 | Крушевац          | 3  | 1 | 1 | 0 | 2  | 46  | 101 | -55 | 5  |  |

## Доигравање за титулу
Полуфинале
Звезда - Динамо 44-7
Финале 
Рад - Звезда 18-25
| Прваци Србије у рагбију 15 2025. |
| -------------------------------- |
| БРК Црвена Звезда 4. титула      |

## Индивидуална статистика рагбиста

### Највише постигнутих поена
- Игор Гајић (Рад) 28 поена

### Највише постигнутих есеја
- Стефан Ђорђевић (Звезда) 4 есеја